# Kaka (Soudan du Sud)

Kaka est une localité du Soudan du Sud située dans l'État fédéré du Nil Supérieur sur la rive occidentale du Nil Blanc au nord de la ville de Kodok (l'ancienne Fachoda). Le payam de Kaka (9 143 habitants et 1 592 foyers en 2008) est peuplé par des membres de l'ethnie Shilluk et dépend du comté de Manyo. 